# Blepharisma japonicum
Blepharisma japonicum è una specie di protozoi ciliati eterotrichi.

## Descrizione
La grandezza della cellula, la cui forma ricorda vagamente quella di una pera, varia in base alle sostanze di cui si nutre da un massimo di 750 µm ad un minimo di 300 µm. Come altri ciliati spirotrichi, le ciglia attorno al cistosoma formano le cosiddette membranelle, che sono raggruppamenti di ciglia fuse a forma di vortice. Sempre attorno al cistosoma c'è un'altra membrana di ciglia fuse più sottile, che compie un movimento ondulatorio, con cui la cellula assorbe i nutrienti e si muove in sostanze vischiose. Poi file longitudinali di ciglia, 40 nella zona superiore e 30 nella inferiore, sono impiegate nel movimento dell'organismo. La struttura delle ciglia è del tipo 9+2.
Nella cellula è presente anche un vacuolo pulsante che controlla l'osmosi espellendo acqua. È provvista di un macronucleo dalla forma allungata e di un micronucleo con funzioni riproduttive.

## Biologia

### Alimentazione
Le sostanze assorbite tramite cistosoma, ovvero l'orifizio della cellula circondato dal peristosoma, vengono trasportate nel citoplasma tramite i vacuoli, che tendono a ingrandirsi a causa della formazione di numerosi composti durante il processo di digestione. Le sostanze utili alla cellula finiscono nel citoplasma mediante la formazione di vescicole che si separano dai vacuoli, mentre quelle di rifiuto sono espulse dal citopige, che è situato nella parte posteriore del corpo.

### Locomozione
La blesfarimina è un composto presente nella cellula che le conferisce il colore rosso, ma in presenza di luce produce sostanze tossiche per la cellula stessa, che dunque può vivere soltanto in profonde pozze di acqua stagnante. Quando l'organismo percepisce la luce, si ha un movimento retrogrado che gli permette di cambiare direzione. Se invece la luce persiste, il protozoo comincia a cercare aree al buio effettuando tumble e spostamenti dalla traiettoria lineare.